# Anchonastus pilipodus
Anchonastus pilipodus är en spindelart som först beskrevs av Embrik Strand 1913.  Anchonastus pilipodus ingår i släktet Anchonastus och familjen jättekrabbspindlar. Inga underarter finns listade i Catalogue of Life.